# Los Angeles Aztecs
O Los Angeles Aztecs foi um clube de futebol estadunidense da cidade de Los Angeles, fundado em 1974 e extinto em 1981. 
Disputou a North American Soccer League, sagrando-se o campeão em seu ano de estréia, em 1974. Contou com jogadores como George Best e Johan Cruyff,[carece de fontes?] e treinadores como Rinus Michels e Cláudio Coutinho.